# Грузия на «Евровидении-2007»
Выступление Грузии на конкурсе песни Евровидение 2007, в столице Финляндии в городе Хельсинки было 1-м на Евровидении для Грузии. Страну представляла певица Софо Халваши. Грузия заняла на конкурсе 12-е место.

## Исполнитель
Софо Халваши заняла третье место на конкурсе «Новая Волна» в Юрмале 2006, по итогам которого заключила контракт с продюсерской компанией Игоря Крутого «Арс». Окончила музыкальное училище (фортепиано, гобой). Живет в Батуми (Грузия). Является победителем конкурса молодых исполнителей «Школа Нуцы — 2004».

## Национальный отбор
Маркетинговая служба провела телефонный опрос, в котором участвовали около 20 грузинских певцов. В ходе опроса 506 респондентов 63 % голосов получила Софо Халваши.

## Голосования
В финале Грузии 12 баллов дала  Литва.
| Голоса за грузинского исполнителя | Голоса за грузинского исполнителя           |
| --------------------------------- | ------------------------------------------- |
| Оценка                            | Страны                                      |
| 12                                | Литва                                       |
| 10                                | −                                           |
| 8                                 | Украина                                     |
| 7                                 | Финляндия, Румыния, Россия                  |
| 6                                 | Белоруссия, Бельгия, Латвия, Израиль        |
| 5                                 | Армения, Эстония, Турция, Польша            |
| 4                                 | Молдавия                                    |
| 3                                 | Греция                                      |
| 2                                 | Хорватия, Словения, Венгрия, Нидерланды     |
| 1                                 | Босния и Герцеговина, Кипр, Чехия, Ирландия |

| Голоса грузинских телезрителей | Голоса грузинских телезрителей |
| ------------------------------ | ------------------------------ |
| Оценка                         | Страна                         |
| 12                             | Армения                        |
| 10                             | Украина                        |
| 8                              | Белоруссия                     |
| 7                              | Россия                         |
| 6                              | Сербия                         |
| 5                              | Венгрия                        |
| 4                              | Греция                         |
| 3                              | Молдавия                       |
| 2                              | Турция                         |
| 1                              | Македония                      |